# Peltistroma juruanum
Peltistroma juruanum är en svampart som beskrevs av Henn. 1904. Peltistroma juruanum ingår i släktet Peltistroma, divisionen sporsäcksvampar och riket svampar.   Inga underarter finns listade i Catalogue of Life.